# Đội tuyển bóng đá nữ quốc gia Việt Nam năm 2020 – nay
Bài viết này cung cấp thông tin chi tiết về các trận đấu bóng đá quốc tế của Đội tuyển bóng đá nữ quốc gia Việt Nam từ năm 2020 đến nay.

## Kết quả
| Chú thích | Chú thích |
| --------- | --------- |
|           | Thắng     |
|           | Hòa       |
|           | Thua      |

### 2020
| 6 tháng 2 Vòng 3 Vòng loại bóng đá nữ Olympic 2020 khu vực châu Á | Việt Nam              | 1–0 | Myanmar | Seogwipo, Hàn Quốc                                                                 |  |
| 17:00 UTC+7                                                       | - Ngân Thị Vạn Sự 62' |     |         | Sân vận động: World Cup Jeju Lượng khán giả: 158 Trọng tài: Qin Liang (Trung Quốc) |  |

| 9 tháng 2 Vòng 3 Vòng loại bóng đá nữ Olympic 2020 khu vực châu Á | Hàn Quốc                                             | 3–0 | Việt Nam | Seogwipo, Hàn Quốc                                                                          |  |
| 13:00 UTC+7                                                       | - Jang Sel-gi 23' - Choo Hyo-joo 53' - Ji So-yun 83' |     |          | Sân vận động: World Cup Jeju Lượng khán giả: 1,278 Trọng tài: Edita Mirabidova (Uzbekistan) |  |

| 6 tháng 3 Vòng play-off Vòng loại bóng đá nữ Olympic 2020 khu vực châu Á | Úc                                                                                              | 5–0 | Việt Nam | Newcastle, Úc                                                                            |  |
| 14:30 UTC+7                                                              | - Sam Kerr 10', 80' (ph.đ.) - Chloe Logarzo 27' - Emily van Egmond 38' - Clare Polkinghorne 67' |     |          | Sân vận động: McDonald Jones Lượng khán giả: 14,014 Trọng tài: Abirami Naidu (Singapore) |  |

| 11 tháng 3 Vòng play-off Vòng loại bóng đá nữ Olympic 2020 khu vực châu Á | Việt Nam        | 1–2 | Úc                               | Quảng Ninh, Việt Nam                                                          |  |
| 18:00 UTC+7                                                               | - Huỳnh Như 55' |     | - Sam Kerr 15' - Hayley Raso 27' | Sân vận động: Cẩm Phả Lượng khán giả: 54 Trọng tài: Thein Thein Aye (Myanmar) |  |

### 2021
| 21 tháng 1 Giao hữu | Việt Nam | 4–0      | Hà Nội II | Hà Nội, Việt Nam                                     |  |
| --:-- UTC+7         |          | Chi tiết |           | Sân vận động: Trung tâm đào tạo bóng đá trẻ Việt Nam |  |

| 23 tháng 9 Vòng loại Cúp bóng đá nữ châu Á 2022 | Maldives | 0–16 | Việt Nam | Dushanbe, Tajikistan                                                   |  |
| 20:00 UTC+7                                     |          |      | - Nguyễn Thị Thanh Nhã 11', 62' - Hawwa Haneefa 13' (l.n.) - Nguyễn Thị Tuyết Dung 14', 65' - Nguyễn Thị Tuyết Ngân 32' - Trần Thị Thùy Trang 41' - Chương Thị Kiều 50' - Phạm Hải Yến 51', 59', 67', 73', 79', 84' - Huỳnh Như 55' - Hồ Thị Quỳnh 83' | Sân vận động: Pamir Lượng khán giả: 0 Trọng tài: Mahsa Ghorbani (Iran) |  |

| 29 tháng 9 Vòng loại Cúp bóng đá nữ châu Á 2022 | Việt Nam | 7–0 | Tajikistan | Dushanbe, Tajikistan                                                          |  |
| 20:00 UTC+7                                     | - Phạm Hải Yến 14', 73' - Nguyễn Thị Bích Thùy 42', 54' - Huỳnh Như 51' (ph.đ.) - Hoàng Thị Loan 84' - Nguyễn Thị Vạn 90' |     |            | Sân vận động: Pamir Lượng khán giả: 250 Trọng tài: Pansa Chaisanit (Thái Lan) |  |

| 31 tháng 12 Giao hữu | CD Pozoalbense | 0–3      | Việt Nam                                                                    | Córdoba, Tây Ban Nha |  |
| 01:15 UTC+7          |                | Chi tiết | - Nguyễn Thị Vạn 17' - Nguyễn Thị Tuyết Ngân 30' - Nguyễn Thị Thanh Nhã 90' |                      |  |

### 2022
| 2 tháng 1 Giao hữu | CF La Solana | 0–0      | Việt Nam | La Solana, Tây Ban Nha |  |
| 23:00 UTC+7        |              | Chi tiết |          |                        |  |

| 4 tháng 1 Giao hữu | Córdoba CF | 0–3      | Việt Nam                                                           | Córdoba, Tây Ban Nha |  |
| 23:00 UTC+7        |            | Chi tiết | - Nguyễn Thị Vạn 27' - Nguyễn Thị Thanh Nhã 44' - Phạm Hải Yến 60' |                      |  |

| 6 tháng 1 Giao hữu | Sporting de Huelva | Bị hủy | Việt Nam | Huelva, Tây Ban Nha |
| 17:30 UTC+7        |                    |        |          |                     |

| 21 tháng 1 Cúp bóng đá nữ châu Á 2022 - Vòng bảng | Hàn Quốc                                                     | 3–0 | Việt Nam | Pune, Ấn Độ                                                                                  |  |
| 21:00 UTC+7                                       | - Ji So-yun 4', 81' (ph.đ.) - Trần Thị Phương Thảo 7' (l.n.) |     |          | Sân vận động: Khu liên hợp thể thao Shree Shiv Chhatrapati Trọng tài: Qin Liang (Trung Quốc) |  |

| 24 tháng 1 Cúp bóng đá nữ châu Á 2022 - Vòng bảng | Việt Nam | 0–3 | Nhật Bản                                   | Pune, Ấn Độ                                                                         |  |
| 21:00 UTC+7                                       |          |     | - Yui Narumiya 38', 58' - Saki Kumagai 50' | Sân vận động: Khu liên hợp thể thao Shree Shiv Chhatrapati Trọng tài: Lara Lee (Úc) |  |

| 27 tháng 1 Cúp bóng đá nữ châu Á 2022 - Vòng bảng | Việt Nam                                              | 2–2 | Myanmar                                             | Navi Mumbai, Ấn Độ                                             |  |
| 13:30 UTC+5:30                                    | - Nguyễn Thị Tuyết Dung 45+2' - Huỳnh Như 64' (ph.đ.) |     | - Win Theingi Tun 28' (ph.đ.) - Khin Marlar Tun 49' | Sân vận động: DY Patil Trọng tài: Ranjita Devi Tekcham (India) |  |

| 30 January Cúp bóng đá nữ châu Á 2022 - Tứ kết | Trung Quốc                                               | 3–1 | Việt Nam                    | Navi Mumbai, Ấn Độ                                          |  |
| 19:00 UTC+7                                    | - Wang Shuang 25' - Wang Shan-shan 52' - Tang Jia-li 53' |     | - Nguyễn Thị Tuyết Dung 11' | Sân vận động: DY Patil Trọng tài: Oh Hyeon-jeong (Hàn Quốc) |  |

| 2 tháng 2 Play-off Giải vô địch bóng đá nữ thế giới 2023 | Thái Lan | 0–2 | Việt Nam                            | Navi Mumbai, Ấn Độ                                              |  |
| 15:00 UTC+7                                              |          |     | - Huỳnh Như 19' - Thái Thị Thảo 24' | Sân vận động: DY Patil Trọng tài: Edita Mirabidova (Uzbekistan) |  |

| 6 tháng 2 Play-off Giải vô địch bóng đá nữ thế giới 2023 | Việt Nam                                        | 2–1 | Đài Bắc Trung Hoa | Navi Mumbai, Ấn Độ                                             |  |
| 14:30 UTC+7                                              | - Chương Thị Kiều 7' - Nguyễn Thị Bích Thùy 56' |     | - Su Yu-hsuan 50' | Sân vận động: DY Patil Trọng tài: Yoshimi Yamashita (Nhật Bản) |  |

| 9 tháng 4 Giao hữu | Hàn Quốc                                                | 3–0      | Việt Nam | Goyang, Hàn Quốc                                      |  |
| 14:30 UTC+7        | - Choe Yu-ri 38' - Kang Chae-rim 54' - Lee Geum-min 67' | Chi tiết |          | Sân vận động: Goyang Trọng tài: Cha Min-ji (Hàn Quốc) |  |

| 12 tháng 4 Giao hữu | Hàn Quốc | 2–3      | Việt Nam | Gyeongju, Hàn Quốc |  |
| 11:00 UTC+7         |          | Chi tiết |          |                    |  |

| 15 tháng 4 Giao hữu | Uiduk University | 1–4      | Việt Nam                                                                        | Gyeongju, Hàn Quốc               |  |
| 09:00 UTC+7         |                  | Chi tiết | - Nguyễn Thị Vạn 21' - Nguyễn Thị Thúy Hằng 43', 72' - Nguyễn Thị Bích Thùy 82' | Sân vận động: thành phố Gyeongju |  |

| 18 tháng 4 Giao hữu | Gyeongju KHNP      | 2–2      | Việt Nam                           | Gyeongju, Hàn Quốc               |  |
| 13:00 UTC+7         | - 7' - 81' (ph.đ.) | Chi tiết | - Phạm Hải Yến 10' - Huỳnh Như 35' | Sân vận động: thành phố Gyeongju |  |

| 27 tháng 4 Giao hữu | Than KSVN | 0–1      | Việt Nam | Quảng Ninh, Việt Nam                    |  |
| --:-- UTC+7         |           | Chi tiết |          | Sân vận động: Cửa Ông Lượng khán giả: 0 |  |

| 29 tháng 4 Giao hữu | Than KSVN | 1–0      | Việt Nam | Quảng Ninh, Việt Nam                    |  |
| --:-- UTC+7         | 83'       | Chi tiết |          | Sân vận động: Cẩm Phả Lượng khán giả: 0 |  |

| 5 tháng 5 Giao hữu | Than KSVN | 1–4      | Việt Nam | Quảng Ninh, Việt Nam                    |  |
| --:-- UTC+7        |           | Chi tiết |          | Sân vận động: Cẩm Phả Lượng khán giả: 0 |  |

| 9 May Đại hội Thể thao Đông Nam Á 2021 - Vòng bảng | Việt Nam | Bị hủy | Indonesia | Quảng Ninh, Việt Nam  |  |
| 19:00 UTC+7                                        |          |        |           | Sân vận động: Cẩm Phả |  |

| 11 tháng 5 Đại hội Thể thao Đông Nam Á 2021 - Vòng bảng | Việt Nam                                              | 2–1      | Philippines        | Quảng Ninh, Việt Nam                                                        |  |
| 19:00 UTC+7                                             | - Nguyễn Thị Tuyết Dung 38' - Trần Thị Thùy Trang 50' | Chi tiết | - Tahnai Annis 15' | Sân vận động: Cẩm Phả Lượng khán giả: 16,100 Trọng tài: Rebecca Durcau (Úc) |  |

| 14 tháng 5 Đại hội Thể thao Đông Nam Á 2021 - Vòng bảng | Campuchia | 0–7      | Việt Nam | Quảng Ninh, Việt Nam                                                               |  |
| 19:00 UTC+7                                             |           | Chi tiết | - Nguyễn Thị Vạn 6', 77' - Phạm Hải Yến 58' (ph.đ.) - Nguyễn Thị Tuyết Dung 65' - Trần Thị Thu 79' - Ngân Thị Vạn Sự 81' - Dương Thị Vân 87' | Sân vận động: Cẩm Phả Lượng khán giả: 16,000 Trọng tài: Anna Sidorova (Uzbekistan) |  |

| 18 tháng 5 Đại hội Thể thao Đông Nam Á 2021 - Bán kết | Việt Nam        | 1–0      | Myanmar | Quảng Ninh, Việt Nam                                                                |  |
| 19:00 UTC+7                                           | - Huỳnh Như 28' | Chi tiết |         | Sân vận động: Cẩm Phả Lượng khán giả: 15,950 Trọng tài: Haruna Kanematsu (Nhật Bản) |  |

| 21 tháng 5 Đại hội Thể thao Đông Nam Á 2021 - Chung kết | Việt Nam        | 1–0      | Thái Lan | Quảng Ninh, Việt Nam                                                      |  |
| 19:00 UTC+7                                             | - Huỳnh Như 59' | Chi tiết |          | Sân vận động: Cẩm Phả Lượng khán giả: 16,020 Trọng tài: Om Choki (Bhutan) |  |

| 2 tháng 7 Giao hữu | Pháp | 7–0      | Việt Nam | Orléans, Pháp                                           |  |
| 02:10 UTC+7        | - Delphine Cascarino 5' - Kadidiatou Diani 11', 45+1' - Sandie Toletti 16' - Marie-Antoinette Katoto 22' - Clara Matéo 33' - Aïssatou Tounkara 68' | Chi tiết |          | Sân vận động: Source Trọng tài: Shona Shukrula (Hà Lan) |  |

| 7 tháng 7 Giải vô địch bóng đá nữ Đông Nam Á 2022 - Vòng bảng | Campuchia | 0–3 | Việt Nam                                                                      | Biñan, Philippines                                          |  |
| 18:00 UTC+7                                                   |           |     | - Ngân Thị Vạn Sự 19' - Phạm Hải Yến 32' (ph.đ.) - Nguyễn Thị Thanh Nhã 45+2' | Sân vận động: Biñan Trọng tài: Supiree Testhomya (Thái Lan) |  |

| 9 tháng 7 Giải vô địch bóng đá nữ Đông Nam Á 2022 - Vòng bảng | Việt Nam                                                              | 5–0 | Lào | Biñan, Philippines                                        |  |
| 18:00 UTC+7                                                   | - Phạm Hoàng Quỳnh 41' - Huỳnh Như 45+1', 72' - Phạm Hải Yến 57', 65' |     |     | Sân vận động: Biñan Trọng tài: Pansa Chaisanit (Thái Lan) |  |

| 11 tháng 7 Giải vô địch bóng đá nữ Đông Nam Á 2022 - Vòng bảng | Đông Timor | 0–6 | Việt Nam | Biñan, Philippines                                            |  |
| 18:00 UTC+7                                                    |            |     | - Huỳnh Như 11', 43' - Ngân Thị Vạn Sự 31', 73' - Nguyễn Thị Tuyết Dung 37' (ph.đ.) - Trần Thị Thùy Trang 85' | Sân vận động: Biñan Trọng tài: Keomany Phengmeuangkhoun (Lào) |  |

| 13 tháng 7 Giải vô địch bóng đá nữ Đông Nam Á 2022 - Vòng bảng | Việt Nam                                                                      | 4–0 | Myanmar | Manila, Philippines                                                |  |
| 18:00 UTC+7                                                    | - Nguyễn Thị Tuyết Dung 16', 32' (ph.đ.) - Huỳnh Như 45+2' - Phạm Hải Yến 89' |     |         | Sân vận động: Rizal Memorial Trọng tài: Pansa Chaisanit (Thái Lan) |  |

| 15 tháng 7 Giải vô địch bóng đá nữ Đông Nam Á 2022 - Bán kết | Việt Nam | 0–4 | Philippines                                                         | Manila, Philippines          |  |
| 19:00 UTC+7                                                  |          |     | - Hali Long 31' - Tahnai Annis 50' (ph.đ.) - Sarina Bolden 61', 70' | Sân vận động: Rizal Memorial |  |

| 17 tháng 7 Giải vô địch bóng đá nữ Đông Nam Á 2022 - Tranh hạng ba | Myanmar                                        | 4–3 | Việt Nam                                | Manila, Philippines          |  |
| 15:00 UTC+7                                                        | - Saw Thaw Thaw 9', 56', 86' - Lin Mynt Mo 83' |     | - Huỳnh Như 23', 39' - Phạm Hải Yến 80' | Sân vận động: Rizal Memorial |  |

### 2023
| tháng 4 Vòng 1 Vòng loại bóng đá nữ Olympic 2024 khu vực châu Á | Afghanistan | Bị hủy | Việt Nam | Kathmandu, Nepal                  |
|                                                                 |             |        |          | Sân vận động: Dasharath Rangasala |

| tháng 4 Vòng 1 Vòng loại bóng đá nữ Olympic 2024 khu vực châu Á | Palestine | Bị hủy | Việt Nam | Kathmandu, Nepal                  |
|                                                                 |           |        |          | Sân vận động: Dasharath Rangasala |

| 5 tháng 4 Vòng 1 Vòng loại bóng đá nữ Olympic 2024 khu vực châu Á | Nepal                  | 1–5      | Việt Nam                                                                                                | Kathmandu, Nepal                                                                                 |  |
| 19:15 UTC+7                                                       | - Sabitra Bhandari 80' | Chi tiết | - Phạm Hải Yến 11' - Huỳnh Như 36' (ph.đ.), 48' - Nguyễn Thị Bích Thùy 38' - Nguyễn Thị Thanh Nhã 90+1' | Sân vận động: Dasharath Rangasala Lượng khán giả: 2,715 Trọng tài: Sunita Thongthawin (Thái Lan) |  |

| 8 tháng 4 Vòng 1 Vòng loại bóng đá nữ Olympic 2024 khu vực châu Á | Việt Nam            | 2–0      | Nepal | Kathmandu, Nepal                                                       |  |
| 19:15 UTC+7                                                       | Phạm Hải Yến 4', 7' | Chi tiết |       | Sân vận động: Dasharath Rangasala Trọng tài: Oh Hyeon-jeong (Hàn Quốc) |  |

| 19 tháng 4 Giao hữu | Biwako Seikei College | 0–4      | Việt Nam | Osaka, Nhật Bản                                |  |
| 12:00 UTC+7         |                       | Chi tiết |          | Sân vận động: Trung tâm thể thao J-Green Sakai |  |

| 22 tháng 4 Giao hữu | Cerezo Osaka                            | 2–0      | Việt Nam | Osaka, Nhật Bản                                |  |
| --:-- UTC+7         | - Tomoko Tanaka 11' - Miyuka Momono 42' | Chi tiết |          | Sân vận động: Trung tâm thể thao J-Green Sakai |  |

| 26 tháng 4 Giao hữu | Osaka UHS | 0–0      | Việt Nam | Osaka, Nhật Bản                                |  |
| --:-- UTC+7         |           | Chi tiết |          | Sân vận động: Trung tâm thể thao J-Green Sakai |  |

| 3 tháng 5 Đại hội Thể thao Đông Nam Á 2023 – Vòng bảng | Việt Nam                                                                 | 3–0 | Malaysia | Phnôm Pênh, Campuchia |  |
| 16:00 UTC+7                                            | - Phạm Hải Yến 5' - Nguyễn Thị Bích Thùy 24' - Jaciah Jumilis 34' (l.n.) |     |          | Sân vận động: RCAF Cũ |  |

| 6 tháng 5 Đại hội Thể thao Đông Nam Á 2023 – Vòng bảng | Myanmar               | 1–3 | Việt Nam                                                             | Phnôm Pênh, Campuchia |  |
| 16:00 UTC+7                                            | Naw Htet Htet Wai 42' |     | - Huỳnh Như 10' - Nguyễn Thị Thanh Nhã 76' - Trần Thị Thùy Trang 89' | Sân vận động: RCAF Cũ |  |

| 9 tháng 5 Đại hội Thể thao Đông Nam Á 2023 – Vòng bảng | Việt Nam                   | 1–2 | Philippines                                 | Phnôm Pênh, Campuchia |  |
| 16:00 UTC+7                                            | - Nguyễn Thị Bích Thùy 40' |     | - Sarina Bolden 12' (ph.đ.) - Hali Long 82' | Sân vận động: RSN     |  |

| 12 tháng 5 Đại hội Thể thao Đông Nam Á 2023 – Bán kết | Việt Nam                                                                                             | 4–0 | Campuchia | Phnôm Pênh, Campuchia                                                                  |  |
| 16:00 UTC+7                                           | - Ngân Thị Vạn Sự 20' - Phạm Hải Yến 30' - Trần Thị Thùy Trang 36' (ph.đ.) - Huỳnh Như 90+3' (ph.đ.) |     |           | Sân vận động: Olympic Phnôm Pênh Lượng khán giả: 9,849 Trọng tài: Mahnaz Zokaee (Iran) |  |

| 15 tháng 5 Đại hội Thể thao Đông Nam Á 2023 – Tranh huy chương vàng | Việt Nam                                   | 2–0 | Myanmar | Phnôm Pênh, Campuchia                                                   |  |
| 19:30 UTC+7                                                         | - Huỳnh Như 12' - Nguyễn Thị Thanh Nhã 75' |     |         | Sân vận động: Olympic Phnôm Pênh Trọng tài: Plong Pichakara (Campuchia) |  |

| 10 tháng 6 Giao hữu | U-20 Eintracht Frankfurt | 1–2      | Việt Nam                                     | Rüsselsheim am Main, Đức |  |
| 19:00 UTC+7         | - Sarah Khalifa 65'      | Chi tiết | - Nguyễn Thị Bích Thùy 9' - Phạm Hải Yến 52' | Sân vận động: Sommerdamm |  |

| 15 tháng 6 Giao hữu | TSV Schott Mainz | 0–2      | Việt Nam                                      | Rüsselsheim am Main, Đức |  |
| 19:00 UTC+7         |                  | Chi tiết | - Phạm Hải Yến 10' - Nguyễn Thị Thúy Hằng 90' | Sân vận động: Sommerdamm |  |

| 19 tháng 6 Giao hữu | U-23 Ba Lan                                     | 2–1      | Việt Nam              | Pruszków, Ba Lan             |  |
| 16:00 UTC+7         | - Magdalena Sobal 23' - Gabriela Grzybowska 58' | Chi tiết | - Ngân Thị Vạn Sự 88' | Sân vận động: Znicz Pruszków |  |

| 24 tháng 6 Giao hữu | Đức                                        | 2–1 | Việt Nam                   | Offenbach, Đức                                                                              |  |
| 23:15 UTC+7         | - Paulina Krumbiegel 3' - Janina Minge 80' |     | Nguyễn Thị Thanh Nhã 90+3' | Sân vận động: Stadion am Bieberer Berg Lượng khán giả: 13,642 Trọng tài: Kirsty Dowle (Anh) |  |

| 10 tháng 7 Giao hữu | New Zealand                     | 2–0 | Việt Nam | Napier, New Zealand                                      |  |
| 12:30 UTC+7         | - CJ Bott 17' - Jacqui Hand 44' |     |          | Sân vận động: McLean Park Trọng tài: Rebecca Durcau (Úc) |  |

| 14 tháng 7 Giao hữu | Việt Nam | 0–9 | Tây Ban Nha | Auckland, New Zealand                         |  |
| 12:30 UTC+7         |          |     | - Alba Redondo 7' - Athenea del Castillo 12' - Salma Paralluelo 51', 88' - Esther González 60', 65' - Jennifer Hermoso 63', 83' - Aitana Bonmatí 71' | Sân vận động: McLennan Park Lượng khán giả: 0 |  |

| 22 tháng 7 Giải vô địch bóng đá nữ thế giới 2023 - Vòng bảng | Hoa Kỳ                                        | 3–0      | Việt Nam | Auckland, New Zealand                                                              |  |
| 08:00 UTC+7                                                  | - Sophia Smith 14', 45+7' - Lindsey Horan 77' | Chi tiết |          | Sân vận động: Eden Park Lượng khán giả: 41,107 Trọng tài: Bouchra Karboubi (Maroc) |  |

| 27 tháng 7 Giải vô địch bóng đá nữ thế giới 2023 - Vòng bảng | Bồ Đào Nha                                     | 2–0      | Việt Nam | Hamilton, New Zealand                                                             |  |
| 14:30 UTC+7                                                  | - Telma Encarnação 7' - Francisca Nazareth 21' | Chi tiết |          | Sân vận động: Waikato Lượng khán giả: 6,645 Trọng tài: Salima Mukansanga (Rwanda) |  |

| 1 tháng 8 Giải vô địch bóng đá nữ thế giới 2023 - Vòng bảng | Việt Nam | 0–7      | Hà Lan | Dunedin, New Zealand                                                                  |  |
| 14:00 UTC+7                                                 |          | Chi tiết | - Lieke Martens 8' - Katja Snoeijs 11' - Esmee Brugts 18', 57' - Jill Roord 23', 83' - Daniëlle van de Donk 45' | Sân vận động: Forsyth Barr Lượng khán giả: 8,215 Trọng tài: Ivana Martinčić (Croatia) |  |

| 2 tháng 9 Giao hữu | Việt Nam                              | 2–1      | Hồng Kông | Hải Phòng, Việt Nam     |  |
| 19:30 UTC+7        | - Phạm Hải Yến - Nguyễn Thị Thúy Hằng | Chi tiết |           | Sân vận động: Lach Tray |  |

| 22 tháng 9 Đại hội Thể thao châu Á 2022 - Vòng bảng | Việt Nam                                      | 2–0      | Nepal | Ôn Châu, Trung Quốc                                                                      |  |
| 15:00 UTC+7                                         | - Phạm Hải Yến 53' - Nguyễn Thị Bích Thùy 64' | Chi tiết |       | Sân vận động: Olympic Ôn Châu Lượng khán giả: 1,367 Trọng tài: Dong Fang-yu (Trung Quốc) |  |

| 25 tháng 9 Đại hội Thể thao châu Á 2022 - Vòng bảng | Bangladesh                  | 1–6      | Việt Nam | Ôn Châu, Trung Quốc                                                                 |  |
| 15:00 UTC+7                                         | - Masura Parvin 87' (ph.đ.) | Chi tiết | - Phạm Hải Yến 5' - Nguyễn Thị Thúy Hằng 34' - Trần Thị Duyên 66' - Thái Thị Thảo 78' - Nguyễn Thị Bích Thùy 71', 80' | Sân vận động: Olympic Ôn Châu Lượng khán giả: 2,108 Trọng tài: Yu Hong (Trung Quốc) |  |

| 28 tháng 9 Đại hội Thể thao châu Á 2022 - Vòng bảng | Nhật Bản                                                                                                   | 7–0      | Việt Nam | Ôn Châu, Trung Quốc                                                                    |  |
| 15:00 UTC+7                                         | - Yuzuho Shiokoshi 19', 24' - Remina Chiba 51', 77' - Reina Wakisaka 55' (ph.đ.) - Haruka Osawa 69', 90+2' | Chi tiết |          | Sân vận động: Olympic Ôn Châu Lượng khán giả: 10,174 Trọng tài: Lara Christie Lee (Úc) |  |

| 26 tháng 10 Vòng 2 Vòng loại bóng đá nữ Olympic 2024 khu vực châu Á | Việt Nam | 0–1      | Uzbekistan                     | Tashkent, Uzbekistan                                                        |  |
| 19:00 UTC+7                                                         |          | Chi tiết | - Diyorakhon Khabibullaeva 30' | Sân vận động: Bunyodkor Lượng khán giả: 2,570 Trọng tài: Casey Reibelt (Úc) |  |

| 29 tháng 10 Vòng 2 Vòng loại bóng đá nữ Olympic 2024 khu vực châu Á | Ấn Độ                      | 1–3      | Việt Nam                                                  | Tashkent, Uzbekistan                                                              |  |
| 17:00 UTC+7                                                         | - Sandhiya Ranganathan 80' | Chi tiết | - Huỳnh Như 4' - Trần Thị Hải Linh 22' - Phạm Hải Yến 73' | Sân vận động: Lokomotiv Lượng khán giả: 150 Trọng tài: Pansa Chaisanit (Thái Lan) |  |

| 1 tháng 11 Vòng 2 Vòng loại bóng đá nữ Olympic 2024 khu vực châu Á | Nhật Bản                               | 2–0      | Việt Nam | Tashkent, Uzbekistan                                                                     |  |
| 17:00 UTC+7                                                        | - Risa Shimizu 40' - Miyabi Moriya 53' | Chi tiết |          | Sân vận động: Lokomotiv Lượng khán giả: 200 Trọng tài: Yang Shu-Ting (Đài Bắc Trung Hoa) |  |

### 2024
| 4 tháng 9 Giao hữu | RB Leipzig                          | 2–0      | Việt Nam | Leipzig, Đức                 |  |
| 23:00 UTC+7        | - Marlene Müller - Marlene Schimmer | Chi tiết |          | Sân vận động: Red Bull Arena |  |

| 8 tháng 9 Giao hữu | FK Pardubice | 0–6      | Việt Nam                                                                    | Pardubice, Séc           |  |
| 18:00 UTC+7        |              | Chi tiết | - Huỳnh Như 30', 37' - Vũ Thị Hoa 65', 75' - Nguyễn Thị Tuyết Ngân 70', 89' | Sân vận động: Pod Vinicí |  |

| 11 tháng 9 Giao hữu | Viktoria Plzeň | 0–3      | Việt Nam                                 | Vestec, Séc                      |  |
| 23:00 UTC+7         |                | Chi tiết | - Huỳnh Như 6' - Nguyễn Thị Vạn 16', 35' | Sân vận động: TJ Viktoria Vestec |  |

| 23 tháng 10 Giải đấu quốc tế Vĩnh Xuyên | Việt Nam                                      | 2–0 | Uzbekistan | Trùng Khánh, Trung Quốc  |  |
| 14:30 UTC+7                             | - Nguyễn Thị Tuyết Dung 4' - Phạm Hải Yến 35' |     |            | Sân vận động: Vĩnh Xuyên |  |

| 29 tháng 10 Giải đấu quốc tế Vĩnh Xuyên | Trung Quốc                                       | 2–0 | Việt Nam | Trùng Khánh, Trung Quốc  |  |
| 18:35 UTC+7                             | - Zhang Xin 41' - Trần Thị Thu Thảo 90+3' (l.n.) |     |          | Sân vận động: Vĩnh Xuyên |  |

### 2025
| 12 tháng 5 Giao hữu | Việt Nam | 0–0      | Thành phố Hồ Chí Minh I | Hà Nội, Việt Nam                                     |  |
| --:-- UTC+7         |          | Chi tiết |                         | Sân vận động: Trung tâm đào tạo bóng đá trẻ Việt Nam |  |

| 16 tháng 5 Giao hữu | Việt Nam               | 1–4      | Werder Bremen                                                          | Hà Nội, Việt Nam       |  |
| 19:00 UTC+7         | - Ngọc Minh Chuyên 64' | Chi tiết | - Ricarda Walkling 15' - Larissa Mühlhaus 50', 81' - Emőke Pápai 90+4' | Sân vận động: Hàng Đẫy |  |

| 29 tháng 6 Vòng loại Cúp bóng đá nữ châu Á 2026 | Việt Nam | v | Maldives | Phú Thọ, Việt Nam      |  |
| 19:00 UTC+7                                     |          |   |          | Sân vận động: Việt Trì |  |

| 2 tháng 7 Vòng loại Cúp bóng đá nữ châu Á 2026 | UAE | v | Việt Nam | Phú Thọ, Việt Nam      |  |
| 19:00 UTC+7                                    |     |   |          | Sân vận động: Việt Trì |  |

| 5 tháng 7 Vòng loại Cúp bóng đá nữ châu Á 2026 | Việt Nam | v | Guam | Phú Thọ, Việt Nam      |  |
| 19:00 UTC+7                                    |          |   |      | Sân vận động: Việt Trì |  |

| 6 tháng 8 Giải vô địch bóng đá nữ ASEAN | Việt Nam | v | CXĐ | Hải Phòng, Việt Nam     |  |
| --:-- UTC+7                             |          |   |     | Sân vận động: Lạch Tray |  |

| 9 tháng 8 Giải vô địch bóng đá nữ ASEAN | CXĐ | v | Việt Nam | Hải Phòng, Việt Nam     |  |
| --:-- UTC+7                             |     |   |          | Sân vận động: Lạch Tray |  |

| 12 tháng 8 Giải vô địch bóng đá nữ ASEAN | Việt Nam | v | CXĐ | Hải Phòng, Việt Nam     |  |
| --:-- UTC+7                              |          |   |     | Sân vận động: Lạch Tray |  |